# رجل أعمال (فلم)
رجل أعمال هو فيلم جريمة وحركة وإثارة هندي صدر في عام 2012 بلغة التيلوجو الهندية من تأليف وإخراج بوري جاجاناد استنادًا إلى قصة المخرج الهندي رام جوبال فارما، ومن إنتاج ر. ر. فينكات عبر شركته ر. ر. موفي ميكرز. قام ببطولة الفيلم ماهش بابو، وكاجال أجاروال، وبراكاش راج في الأدوار الرئيسية، إلى جانب نصار، وساياجي شيندي، ورازا مراد، وسوباراجو، وبراهماجي في أدوار مساندة.
تدور أحداث الفيلم حول فيجاي سوريا الملقب بسوريا بهاي وهو رجل لا يرحم يصل من ولاية أندرا براديش إلى مدينة مومباي، ويطمح إلى السيطرة على المدينة ليصبح زعيم عصابة تعمل مع المسؤولين والسياسيين الفاسدين تمامًا كما وصفته الشرطة بالمافيا راج. يبدأ سوريا بهاي رحلته بمساعدة سياسي محلي وبمحاصرة ابنة مفتش المدينة. يسلط الفيلم الضوء بشكل أكبر على نواياه الحقيقية وأحقاده الشخصية ضد النظام القائم الفاسد عندما يصبح مجرمًا عتيدًا يعمل بمساعدة عصابته. لكنه يواجه تحدّيات عنيفة من أعدائه ورجال الشرطة الذين يفترض أنه يحترمهم.
قام س. ثامان بتأليف موسيقى الفيلم التصويرية، وكان شيام ك. نايدو هو المصور السينمائي للفيلم.أنتج الفيلم بميزانية بلغت حوالي 400 مليون روبية. بدأ العمل على الفيلم في 15 أغسطس 2011 في مدينة حيدر أباد، وبدأ تصوير الفيلم رسميًا في 2 سبتمبر 2011، حيث جرى تصويره في مدن حيدر أباد، ومومباي، وغوا، كما تم تصوير بعض مشاهد الأغاني في العاصمة التايلاندية بانكوك. انتهى التصوير في 10 ديسمبر 2011 بعد 74 يوم عمل، وهي واحدة من أقصر الفترات التي تم فيها تصوير فيلم ناطق بالتيلوجو.
صدر الفيلم خلال احتفال سانكرانثي الهندوسي في 13 يناير 2012. وقد حقق أرباحًا تزيد عن 700 مليون روبية هندية، وجمع حصة موزع بقيمة 448 مليون روبية هندية، وأصبح في النهاية أحد أكثر الأفلام الناطقة بالتيلوجو التي حققت أرباحًا في عام 2012. أعيد إنتاج الفيلم باللغة البنغالية باسم بوس في عام 2013.

## قصة الفيلم

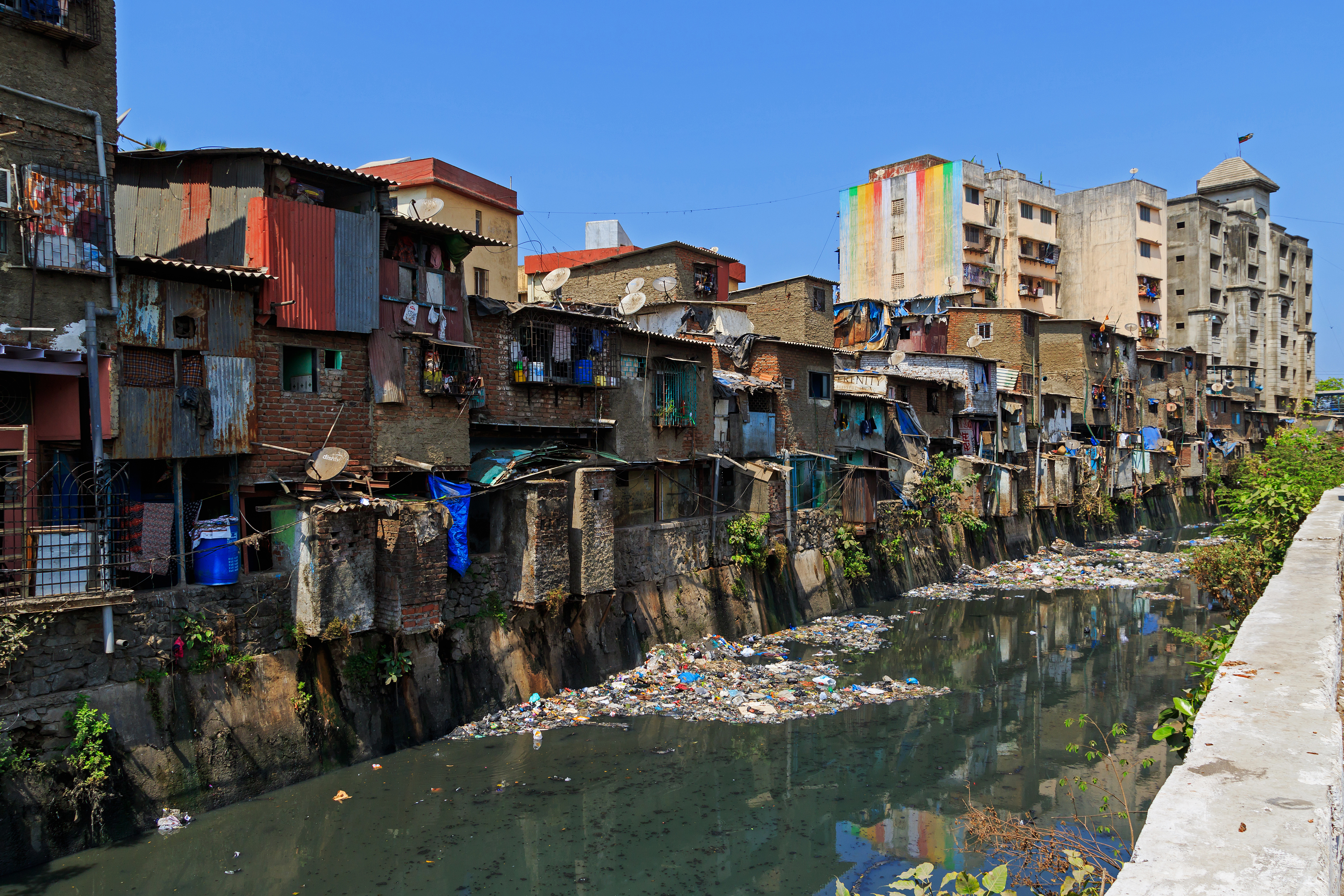
حي دهارافي الفقير في مدينة مومباي موقع تصوير الفيلم.

يبدأ الفيلم بإعلان مفتش شرطة مدينة مومباي أجاي بهاردواج نهاية عصابات المافيا في المدينة، ولكن في هذه الأثناء يصل رجل لا يرحم يُدعى فيجاي سوريا بنية السيطرة على المدينة. يقيم فيجاي سوريا في حي دهارافي مع صديقه، ثم يجند مجموعة من المجرمين بقيادة نصير ويحظى بدعم سياسي محلي يدعى لالو بعد أن يصبح شاهدًا على جرائم القتل التي ارتكبها شاكيل أحد أتباعه. يساعد سوريا أيضًا السكان المحليينفي دهارفي على تصفية ديونهم من خلال جعل أتباعه يسرقون النسخ الأصلية من مستندات القروض في الفرع المحلي لبنك ماهاراشترا، وتدمير السجلات المصرفية، فيشيد به السكان المحليون كمنقذ لهم. يصبح سوريا مشهورًا ويخشى الابتزاز. يطارد سوريا شيترا ابنة مفتش الشرطة أجاي بهاردواج كي يحمي نفسه من أبيها، ويتظاهر بأنه يقع في حبها.
يعلم سوريا في أحد الأيام أن الوزير المركزي جايدف غنابوليتي الذي يطمح لأن يكون رئيس الوزراء القادم قد أرسل عشرة أشخاص لقتله، فيخدع سوريا الرجال ويجعلهم يعتقدوا أنه مرشد أُرسل لمساعدتهم. ثم يقوم سوريا بزرع قنبلة في طعامهم فتنفجر، مما يؤدي إلى تبادل لإطلاق النار. ويرى سوريا في أثناء هروبه شيترا التي تصبح على علم بحقيقته. تقبل سوريا في أثناء اعتقاله لشيترا أنه كان يطاردها ليحمي نفسه لكنه الآن يحبها حقًا. يضطر أجاي على إطلاق سراح سوريا بعد أن اختطف أتباعه شيترا. ويعده سوريا بالابتعاد عن الجريمة من أجل الزواج من شيترا، ثم يقرر تأسيس شركة حتى لا تستطيع الشرطة المساس به، بعد رفض عرضه.
يؤسس سوريا «شركة سوريا للاستيراد والتصدير» كواجهة لأعماله الخاصة. يجند سوريا أفراد العصابات المحليين كموظفين من أجل إنشاء مكاتب فرعية في جميع أنحاء البلاد، ويبدأ في فرض ضريبة بنسبة 2٪ على كل عقد يتم إبرامه في المناطق المعنية. حتى يصبح سوريا مليارديرًا في النهاية. ثم يكشف سوريا لأجاي أثناء افتتاح «بنك الأعمال» عن تعطشه للسلطة مستشهداً كذلك بانخفاض معدل الجريمة بعد تجنيده لرجال العصابات، ومعبرًا عن رغبته في مساعدة المحتاجين. يساعد سوريا أيضًا السياسي لالو في أن يصبح عمدة مدينة مومباي ويفوز في الانتخابات على منافسه أرون جوخلي الذي يسانده جايدف غريم سوريا ويقتله لاحقًا بعد أن يكشف أرون عن عمليات الاحتيال التي قام بها لأجاي.
يعلم سوريا أن جايدف يخطط لقتل شيترا وأجاي، فيسرع إلى منزلهم لكنه يفشل في إنقاذ أجاي الذي يخبره بقتل جايدف في لحظاته الأخيرة. يكشف سوريا بعد ذلك لشيترا أنه هندي أمريكي المولد تعرض والديه المحسنان للخداع والقتل على يد جايدف عندما كان طفلاً، وحاول الاستعانة بمساعدة الشرطة ولكن لم يجد عونًا، فانتهى به الأمر بطعن جايدف وإطلاق النار عليه علنًا محاولًا قتله. يلتقي سوريا بجورو جوفيند باتيل رئيس حزب المعارضة عن طريق لالو، ويعرض عليه مبلغ 3.5 مليار دولارًا أمريكيًا مقابل أن يتولى له الحملة الانتخابية مع الوعد بجعله رئيس وزراء الهند القادم.
ينفق سوريا الملايين لكل دائرة انتخابية في البلاد ويكشف أيضًا عن الشؤون غير القانونية لجايدف، مما يجعله غير قادر على المنافسة في الانتخابات. يحاول جايدف الانتقام من سوريا بخطف شيترا، وتذهب سوريا لإنقاذها، فيقوم جايدف بضربه ويكشف له أنه حصل على تعاطف عام بسبب هجوم سوريا عليه عندما كان طفلاً، وتمكن من أن يصبح عضوًا في الجمعية التشريعية. يدخل سوريا بعد ذلك في قتال مع أتباع جايدف ويرديهم جميعًا قتلى، باستثناء الشخص الذي يهدد شيترا عممسكًا بالسكين. يوافق جايدف على إطلاق سراح شيترا إذا مات سوريا. فيطلق سوريا النار على نفسه قبل أن يطلق النار على جايدف وأتباعه حتى الموت. تعترف شيترا بحبها لسوريا، ويفوز جورو جوفيند باتيل في الانتخابات. وينقل سوريا أثناء تعافيها في المستشفى رسالة إلى الجمهور.

## الممثلون
ماهش بابو: في دور فيجاي سوريا أو سوريا بهاي.
كاجال أجاروال: في دور شيترا بهاردواج.
براكاش راج: في دور جايدف غانابوليتي.
نصار: في دور أجاي بهاردواج والد شيترا.
ساياجي شيندي: في دور السياسي لالو.
رضا مراد: في دور جورو جوفيند باتيل.
سوباراجو: في دور مساعد جايدف.
براهماجي: في دور صديق سوريا.
دارمافارابو سوبرامانيام: في دور سكرتير لالو.
باراث ريدي: في دور المفتش باراث.
سانجاي سواروب: في دور والد سوريا.
عائشة شيفا: في دور عائشة صديقة شيترا.
ماهش بالراج: في دور نصير.
راجيف ميهتا: في دور آرون جوخلي.
باندلا غانيش: في دور بوليراجو.
اكاش: في دور سوريا طفلًا.
شويتا بهاردواج: أحد المشاركين في رقصة الفيلم.
بوري جاغاناد: في دور سائق تاكسي.

## الإنتاج

### التحضيرات
تعاقد رام جوبال فارما مع سوريا على بطولة فيلم حركة متعدد اللغات بعنوان رجل الأعمال في مايو 2010، وكان من المقرر أن يخرج بوري جاجاناد الفيلم بلغات التيلوجو، والتاميل، والهندية في وقتٍ واحد. كما كان من المفترض أن يكون بطل الفيلم قادمًا من جنوب الهند إلى مدينة مومباي حيث يؤسس شبكة إجرامية مستخدمًا لباقته ليبرز كواحد من أكبر رجال العصابات. كان من المتوقع أن يبدأ إنتاج الفيلم في أكتوبر 2010 بمجرد أن ينهي سوريا دوره في فيلم الحاسة السابعة الذي صدر في عام 2011، وكان من المقرر إصدار فيلم رجل الأعمال في صيف عام 2011. صرح جاجاناد بعد ذلك في مقابلة له أن تصوير الفيلم سيبدأ رسميًا في سبتمبر 2010. وكان من المتوقع أن يستند الفيلم إلى قصة واقعية لرجل عصابات انتقل من منطقة كودالور في ولاية تاميل نادو إلى مدينة مومباي في أواخر ستينيات القرن العشرين.
أعاد ر. ر. فينكات بعد ذلك إحياء فكرة إنتاج الفيلم في يناير 2011 رافعًا شعار «البنادق لا تحتاج إلى اتفاقيات». وتم التعاقد مع ماهش بابو الذي كان قد عمل مع جاجاناد من قبل في فيلم لبوكيري عام 2006 كبطل لفيلم رجل الأعمال. وأضاف فينكات أن الفيلم سيكون من إنتاج شركة ر. ر. موفي ميكرز. أنهى جاجاناد المسودة النهائية لسيناريو الفيلم في 25 يوليو 2011 أثناء إقامته في مدينة بانكوك في تايلاند، مضيفًا أنه مستوحى من فيلم رام جوبال فارما. ذكر جاجاناد أن أعمال ما قبل الإنتاج المعلقة ستبدأ في مدينة حيدر أباد بعد أسبوع. إطلق الفيلم رسميًا في 15 أغسطس 2011 خلال حفل بوجا صغير أقيم في مدينة حيدر أباد. كان شيام ك.نايدو هو المصور السينمائي للفيلم، بينما قام س. ثامان بوضع ألحان الأغاني والموسيقى التصويرية للفيلم.

### اختيار طاقم العمل
تلقى بابو سيناريو الفيلم أثناء عمله في دبلجة فيلم دوكودو عام 2011، واستغرق منه الأمر 10 أيام لإنهاء قراءة النص بسبب التزامه بالعمل في فيلم دوكودو. قال بابو في مقابلة له إنه استطاع أن يحافظ على الاتساق في أداء الشخصية فقط بسبب قلة أيام العمل. لم يقع اختيار جاغاناد على ممثلين براهماندام، حيث شعر أن بابو يطابق توصيفه المحدد الشخصية. وأضاف جاجاناد أنه حتى ى صوت بابو قد تغير خلال الفيلم مقارنة بأدائه في فيلم بوكيري. أقنع بابو جاجاناد أيضًا بالإقلاع عن التدخين، حيث كان يحاول هو نفسه الإقلاع عن التدخين بعد أن كان مدخنًا شرهًا.

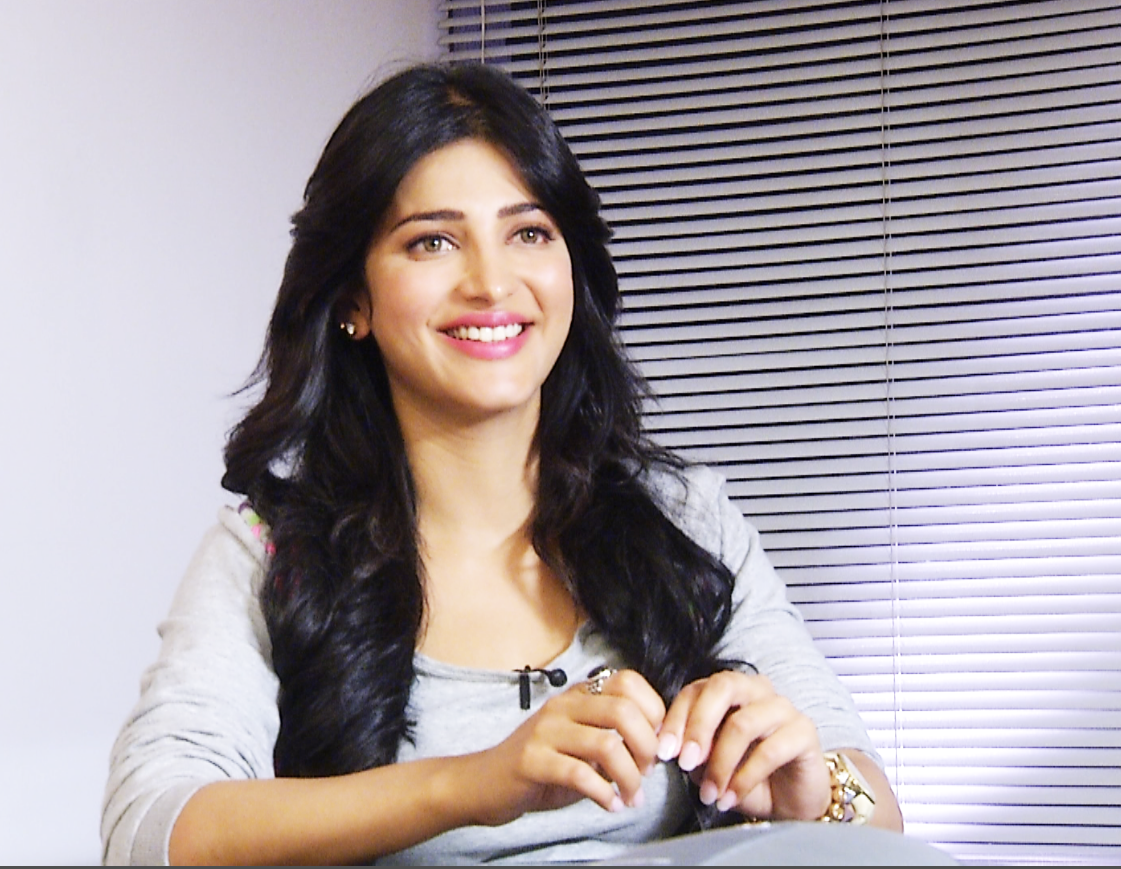
الممثلة الهندية شروتي حسن التي اختيرت للعب دور البطولة في فيلم رجل الأعمال في البداية

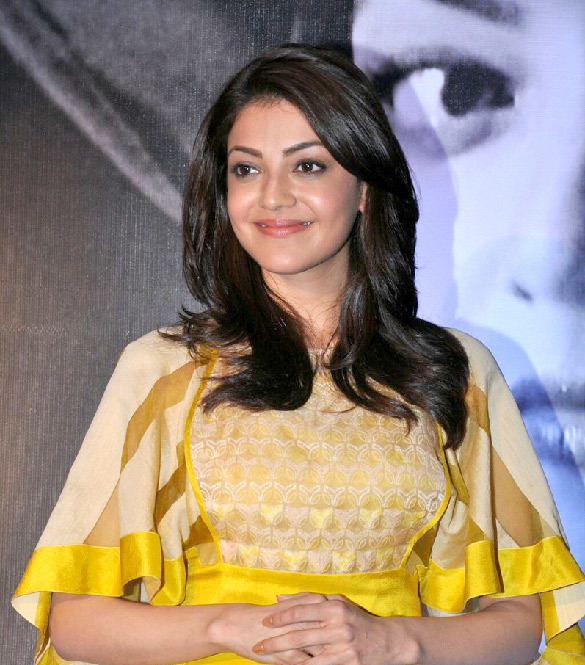
كاجال أجاروال بطلة فيلم رجل الأعمال

أختيرت الممثلة الهندية شروتي حسن في البداية للعب دور بطلة الفيلم بعد أدائها في فيلمها الأول الناطق بلغة التيلوجو «أناجاناجا أو ديرودو» الذي صدر في عام 2011، ثم أسند الدور بعد ذلك للمثلة كاجال أجاروال في مايو 2011، وكان هذا هو تعاونها الأول مع كل من بابو وجاجاناد، وقد بلغ أجرها 10 ملايين روبية هندية في هذا الفيلم.
أكد جاجاناد صحة التقارير التي أفادت بوجود مشهد لبابو وأجاروال يقبلان بعضهما البعض خلال الفيلم، مضيفًا أنه ابقى على هذا المشهد بعد موافقة نامراتا شيرودكار زوجة بابو على ذلك. ويقال إنها كانت أول قبلة على الشاشة لبابو. وأوضحت أجاروال أن المشهد لم يكن عاطفيًا، بل كان يهدف إلى تصوير الصراع بين شخصيتين، وأضافت أن جاجاناد قام بتصويره من الناحية الجمالية.
اختير كل من براكاش راج، ونصار، وساياجي شيندي، ودارمافارابو سوبرامانيام، وبراهمجي، وباندلا غانيش من بين آخرين للعب الأدوار المساندة في الفيلم. وأشيع أن هانسيكا موتواني كانت جزءًا من طاقم الفيلم في أواخر أغسطس 2011، ولكن لم يتم تأكيد هذا. وأشيع أيضًا في منتصف أكتوبر 2011 أن هانسيكا وافقت على المشاركة في أداء رقصة إحدى أغنيات الفيلم، ولكنها نفت في وقت لاحق مثل هذه التقارير باعتبارها شائعات لا أساس لها من الصحة، مدعية أن ارتباطها بأداء أدوار تمثيلية الأخرى يمنعها من القبول.
وقع الاختيار في النهاية على الممثلة شويتا بهاردواج لأداء رقصة أغنية الفيلم، فقد كانت صديقة لجاجاناد، وقد اقترب منها من أجل هذه الأغنية أثناء تصوير الفيلم في مومباي قائلاً إن الأغنية تناسبها وتلائم شخصيتها كراقصة. حاولت أيضًا فهم معنى الكلمات أثناء الرقص. كانت بهاردواج تخاف من الرقص كثيرًا، وتخشى حدوث التواء محتمل لها أثناء أدائها للرقصات، كما وجدت أن الأزياء غير مريحة، لكنها لم تجد مناصًا من الاستمرار أمام إصرار مصمم الرقصات. اختيرت الممثلة الهندية المولودة في كندا عائشة شيفا لتلعب دور صديقة أجاروال في الفيلم.

### التصوير

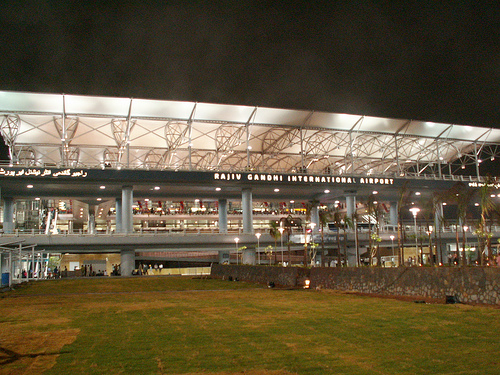
مطار راجيف غاندي الدولي حيث بدأ تصوير فيلم رجل الأعمال

كان من المخطط أن يتم تصوير الفيلم بالكامل في مدينة مومباي وما حولها، وبحث جاجاناد عن مواقع مميزة هناك تتناسب مع خلفيات السيناريو. أخبر جاجاناد فينكات أنه يحتاج 75 يوم عمل لإنهاء تصوير الفيلم. خطط جاجاناد لبدء التصوير مع بابو في الأسبوع الأول من سبتمبر 2011، ووضع هذا الجدول الزمني قبل الانتهاء في الأسبوع الأول من يناير 2012. بدأ التصوير في 2 سبتمبر 2011 في مطار راجيف غاندي الدولي في مدينة حيدر أباد.
بدأ جدول التصوير الثاني في مومباي في 20 سبتمبر 2011 وأكد بابو خلال مقابلة له أنه سيستمر حتى 5 ديسمبر 2011. تم تصوير تسلسل الحركة الذي صممه فيجايان في منتصف أكتوبر 2011، وأعلن أنه سيتم تصوير مشاهد ذروة الفيلم في مدينة غوا وما حولها بدءًا من 27 أكتوبر 2011. تم تصوير أغنية «نريد رجالًا أشقياء» في أواخر أكتوبر 2011. وكان جاجاناد يخطط في نفس الوقت لتصوير أغنيتين مع بابو وأجاروال في إسبانيا خلال نوفمبر 2011. تم تصوير مشاهد ذروة الفيلم والانتهاء من التسلسلات التي تضم بابو وبراكاش راج وآخرين بحلول 2 نوفمبر 2011.
عادت وحدة الفيلم إلى حيدر أباد في 2 ديسمبر 2011، بعد تصوير أغنيتين في منطقتي كرابي وباتايا في مدينة بانكوك، لاستكمال أعمال التصحيح. انتهى تصوير الفيلم رسميًا في 10 ديسمبر 2011 بعد 74 يوم عمل فقط كما هو متوقع. وكشف جاجاناد في مقابلة له أن طول الفيلم بنهاية التصوير كان 84 ألف قدم كما هو مخطط له، وأضاف أن بابو وأجروال شاركا في تصوير الفيلم لمدة 65 و30 يومًا على التوالي.

### مرحلة ما بعد الإنتاج
بدأت أعمال دبلجة الفيلم في 15 ديسمبر 2011 في استوديوهات شابدالايا في حيدر أباد. كانت أعمال خلط وتنسيق الصوت المحيطي قيد التنفيذ في أوائل يناير 2012. وسمح المجلس المركزي للأفلام بعرض شهادة الفيلم تحت التصنيف «أ» للبالغين فقط، حيث وجد أعضاء مجلس الإدارة القليل من حوارات الفيلم مسيئة وربما مزعجة لشعب مومباي. كانت لغة الحوار في الفيلم هي لغة التيلوجو على الرغم من أن أحداثه تجري في مدينة مومباي، وهي ليست لغة أصلية في المدينة وقد نوه صناع العمل في بداية الفيلم بخصوص هذا الأمر لراحة المشاهدين.

## الموسيقى
تتألف الموسيقى التصويرية لفيلم رجل الأعمال من ست أغانٍ وهي من ألحان س. ثامان، ومن تأليف باسكاراباتلا رافي كومار. حصلت شركة أديتيا ميوزك على حقوق بيع الأغاني والموسيقى التصويرية للفيلم. وصدرت النسخة الأصلية من الموسيقى التصويرية في 21 ديسمبر 2011، جنبًا إلى جنب مع إصدارات الموسيقى التصويرية للفيلم المدبلجة بلغات التاميل والمالايالامية في شيلباكالا فيديكا في حيدر أباد. كتب نا موثوكومار كلمات الأغاني المدبلجة للغة التاميل، بينما كتب كايلاس ريشي كلمات الأغاني المدبلجة للمالايالامية. وباعت الموسيقى التصويرية ما يقرب من 200000 قرص مضغوط في اليوم الأول من إصدارها.

## العرض
تم التخطيط للفيلم مبدئيًا لإصدار الفيلم في جميع أنحاء العالم في 11 يناير 2012. وقد حصلت شركة هاري فانكاتيسوارا بيكتشرز على حقوق توزيع الفيلم خارجيًا وبعد طلبات من محبي بابو غير الناطقين بلغة التيلوجو، كان أول فيلم ناطق بالتيلوجو يتم إصداره مع ترجمات في دور السينما الخارجية. خطط المنتجون لإصداره في أسواق دولية جديدة مثل اليابان، ودبي للاستفادة من نجاح فيلم بابو السابق دوكودو. إلا أن إصدار الفيلم تأجل لمدة يومين حتى عرض في 13 يناير 2012 بسبب تأخيرات ما بعد الإنتاج. وحُجزت 2000 شاشة في جميع أنحاء العالم لعرض الإصدار الأولي للفيلم.
عُرض الفيلم في 92 دار عرض في مدينة حيدر أباد، محطمًا بذلك الرقم القياسي السابق الذي سجله فيلم أوسارافيلي الصادر في عام 2011 والذي عُرض في 70 دار عرض. كما عرض الفيلم في يومه الأول فقط في 33 دار عرض براسادس إيماكس. صدرت نسخة الفيلم المدبلجة بلغة التاميل في 7 ديسمبر 2012، بينما عُرضت النسخة المدبلجة بالمالايالامية في 28 ديسمبر 2012. حملت النسختان المدبلجتان نفس اسم الفيلم وعرضتا في 200 دار عرض في ولايات تاميل نادو وكيرالا.

### الانتقادات والقضايا القانونية
تعرض س. ثامان لانتقادات لقيامه بنسخ ألحان الأغنية الإيطالية الشهيرة «بيلا تشاو» مستخدمًا إياها في أغنية «بيلا تشاو»، كما نسخ ألحان أغنية «إنه يعيش فيك»، وهي الأغنية التي كتبها ليبو إم وأداها مع جوقة جنوب إفريقيا لألبوم «إيقاع من ارض الكبرياء» الصادر في عام 1995، واستخدمها في لحن أغنية «شانداماما». كانت أغنية «بيلا تشاو» واحدة من أكثر الأغاني نجاحًا في الموسيقى التصويرية للفيلم، وترك العديد من محبي الموسيقى تعليقات غاضبة حول اللحن المقتبس في فيديو الأغنية على يوتيوب.
انتهك صناع الفيلم قواعد قانون التصوير السينمائي لعام 1952 والمجلس المركزي لشهادة الفيلم فيما يتعلق بتحويل اسم الفيلم من «رجل الأعمال» إلى «رجل أعمال» بعد أن أجاز المجلس الفيلم بالعنوان السابق. أجازت الغرفة التجارية لأفلام أندرا براديش تسجيل عنوان الفيلم باسم رجل الأعمال في 1 يناير 2011 من خلال خطاب تم تمديده حتى 22 أبريل 2012. كما حملت مجموعة الملصقات المرسلة إلى المجلس لغرض التصديق العنوان الكامل. ثم نشر الفيلم معنونًا بدون استخدام أداة التعريف، والتي لم تكن موجودة أيضًا في الملصقات الدعائية للفيلم. كما حذفت أيضًا الشهادة «أ» التي تصنف عرض الفيلم للبالغين فقط.
تعرض الفيلم فور إطلاق عرضه الأول لانتقادات بسبب استخدام بطل الفيلم لكلماتٍ فجة، وبسبب وجود بعض المشاهد الحميمة بين البطلين الرئيسيين. انتقد المشاهدون قيام مجلس شهادة الفيلم بكتم بعض الحوارات وتشويش بعض العناصر المرئية. قدم باجرانغ دال شكوى إلى شرطة البلدية في 14 يناير 2012 تفيد بأن كلمات أغنية «نحن نحب الرجال الأشقياء» تحتوي على كلمات بذيئة وتنقل معنى غير مقبول طالبوا من أجله باتخاذ إجراءات ضد جاجاناد. وأكدت الشرطة ذلك وقالت إنها ستطلب فتاوى قانونية لاتخاذ مزيد من الإجراءات.

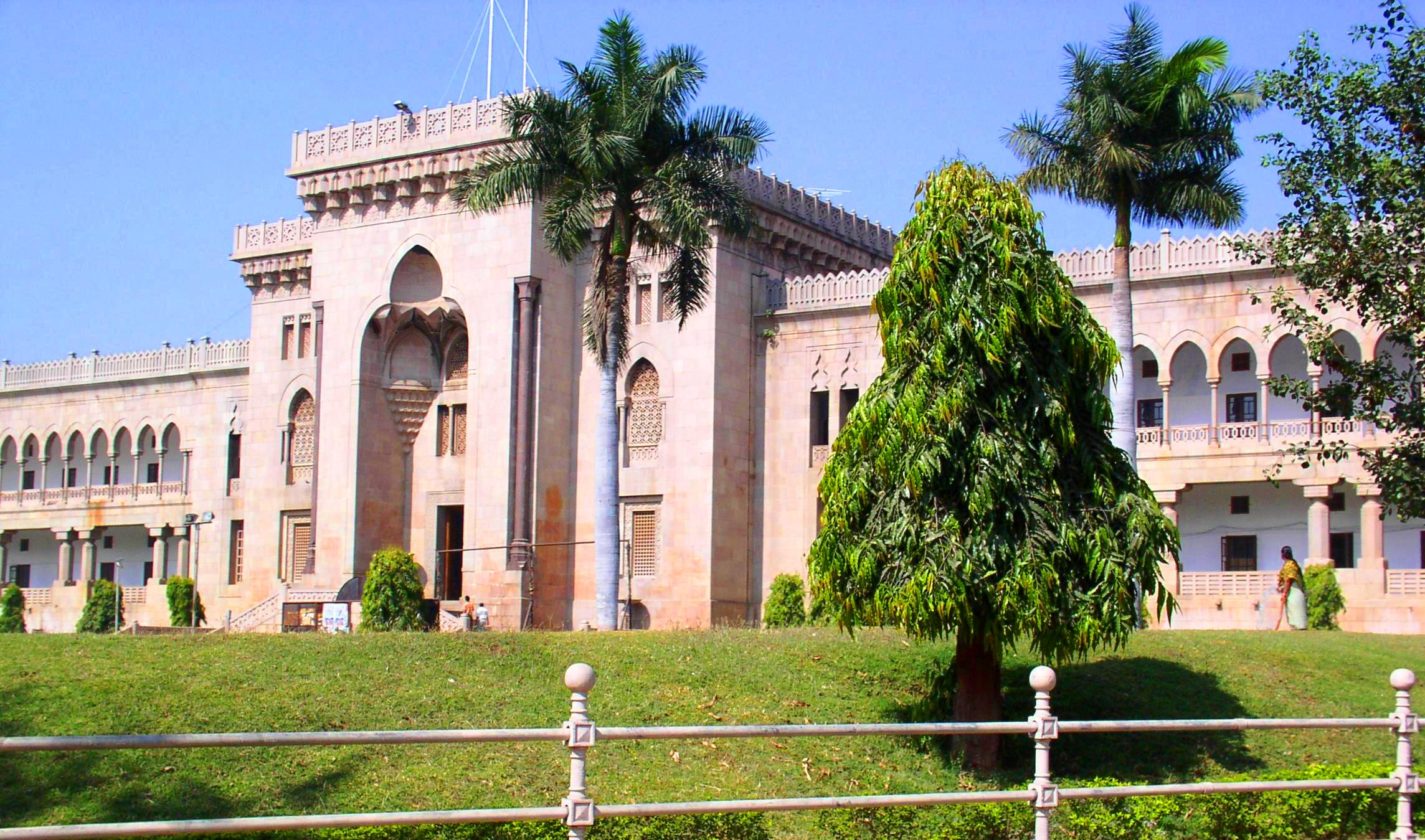
كلية الفنون العثمانية حيث أحرق نشطاء أخيل بهاراتيا فيديارثي باريشاد بكرات الفيلم في 25 يناير 2012 احتجاجًا على عدد قليل من حوارات الفيلم وكلمات أغنية نريد رجالًا أشقياء

دخل نشطاء من المنظمة الطلابية الهندوسية أخيل بهاراتيا فيديارثي باريشاد مسرح أرادانا في تارناكا بالقرب من الجامعة العثمانية في مدينة حيدر أباد، وأوقفوا عرض الفيلم في 25 يناير 2012 الساعة 11:30 صباحًا، كما سرقوا بكرات الفيلم، ونزعوا ملصقاته الدعائية من المسرح، واحتجوا على بعض الحوارات التي زُعم أنها أهانت راما وكانت معادية لقيم الوطنية. أحرق الطلاب بكرات الفيلم أمام كلية الفنون بالجامعة العثمانية احتجاجا على كلمات أغنية «ونحن نحب الرجال الأشقياء» زاعمين أن الأغنية كانت مليئة بالكلمات المسيئة. كما طالبوا باعتذار علني من بابو وجاجاناد. وكتب الصحفي روهيت فاتس في مقالته بعنوان «الحقيقة والبكرة ا: كيف تحتفل السينما التيلوجوية بالمطاردة» قائلًا أنا ما جاء ضمن حوار فيلم رجل أعمال في المحادثة بين ماهش بابو وكاجال أجاروال كان يعتبر مبتذلًا في الماضي، ولكن أمكن قبوله لاحقًا كنوع من السخرية، أو باعتباره إغاظة غير مؤذية.

### التسويق
صدار الإعلان التشويقي الأول للفيلم في 9 نوفمبر 2011، وكانت مدته 41 ثانية. تلاه الكشف عن الملصق الدعائي الأول الذي يظهر صورة ثابتة لماهش جالسًا على كرسي ويفكر بعمق في 11 نوفمبر 2011، والذي لاقى ردود أفعال إيجابية. ثم تم الكشف عن ملصقين آخرين يظهران بابو في 5 و11 ديسمبر 2011. وأرفقت الدعايات بعرض فيلم بانجا الصادر في عام 2011 ليتم بثها في دور العرض اعتبارًا من 9 ديسمبر 2011.
قدمت شركة أديتيا ميوزك كجزء من الترويج للفيلم مجموعة من حزم نغمات الرنين. كما قدمت بعض المسابقات التي حصل فيها الفائزون على ملصقات موقعة من بابو، وتذاكر لحضور عرض الفيلم، وأقراص الموسيقى التصويرية للفيلم.

### العروض المنزلية
حصل جاجاناد على حقوق البث عبر القمر الصناعي للفيلم خلال مفاوضاته مع منتجي الفيلم مقابل50 مليون روبية. حيث أراد أن يتم عرض الفيلم بالتناوب على قنوات مختلفة، في الأوقات المناسبة، في محاولة لكسب نسبة مشاهدة أوسع وزيادة استثمار نجاح الفيلم. وحصلت شبكة ستوديو إن على حقوق البث التلفزيوني للفيلم في مارس 2012 مقابل 66 مليون روبية، ثم باعتها لاحقًا لشبكة تليفزيون جيميني تي في. صدرت نسخ الفيلم الرقمية على أقراص الدي في دي والبلو راي من إنتاج شركة يونيفرسال هوم إنترتينمنت في مايو 2012.

## الأراء النقدية
وصف سوريش كريشنامورثي على صفحات مجلة ذا هندو فيلم رجل أعمال بأنه توليفة ثرية، وعملًا فنيًا خالصًا أثبت بوري جاجاناد من خلاله أنه لا يزال مخرجًا قادرًا على النجاح وإبهار الجمهور. وكتب ي. سونيتا شوداري أيضًا على صفحات مجلة ذا هندو قائلًا:
يمتلك فيلم رجل أعمال مزيجًا مميزًا من الحركة والصورة والحوار والمونتاج، لكن ما يجعله ممتعًا حقًا هو أن جميع العناصر المذكورة مرتبطة ارتباطًا وثيقًا ومترابطة معًا على كافة المستوى ات، ومع نص محكم بشكل مثير للإعجاب. لم يرتكب جاجاناد في هذا الفيلم أي أخطاء هيكلية أو فنية أو ضعف في المحتوى، رغم أن القصة كانت عادية.
قيم سوريش كافيراياني من صحيفة تايمز أوف إنديا الفيلم مانحًا إياه 3.25 من أصل 5 نجوم، ووصف الفيلم بأنه عمل فني بسيط أمكنه تحقيق التوازن الصحيح، والذي بحسب قوله، كان لديه ما يكفي لجذب انتباه المشاهدين حتى النهاية على الرغم من عدم ضخامة الفيلم إنتاجيًا.
قيمت وكالة خدمة الأنباء الهندو-أسيوية فيلم رجل أعمال ومنحته 3 من أصل 5 نجوم، ووصفته بأنه فيلم لمحبي بابو، وسلطت الضوء على أداء بابو، وعلى حوار جاجاناد باعتبارها نقاط القوة في الفيلم. كما وصف مراجع آخر من الوكالة الهندو-أسيوية الفيلم بأنه فيلم لا قيمة له، ولكنه عمل ترفيهي. وذكر أن أداء ماهش المبهر كزعيم مافيا مع أجندة شخصية خفية يستحق الثناء ويستحق تقديرًا كبيرًا. قد يكون رجل الأعمال منحرفًا ومثيرًا للجماهير فقط، ومع ذلك فإنه يربح في النهاية لأسباب غير قابلة للفهم.
أعطت راديكا راجاماني من موقع ريديف دوت كوم الفيلم 2.5 من أصل 5 نجوم، ورأت أن رجل أعمال سيكون فيلمًا ترفيهيًا إذا ما قمنا بمشاهدته دون انتقاد. وأضافت أنه ليس هناك شك في أن بوري جاجاناد لعب دورًا كبيرًا في ترسيخ صورة ماهش في ذهن الجمهور، ويبدو أنه كان يضع ماهش في الاعتبار أثناء تصور هذا الفيلم، وأن ماهش يتماشى مع الشخصية في الفيلم على طول المدى.

شعر سيفي أن الفيلم كان مخصصًا لجمهور بابو فقط، لكنه أشاد بعمل جاجاناد قائلاً:
تبدو القصة بعيدة المنال، وتتطلب مزيدًا من المنطقية، بينما كان السيناريو هو المنقذ الذي كان له تأثير السحر، بحيث جعل الجمهور ينسى الرتابة بينهما.
كما سلط المراجع الضوء على أداء ماهش، والحوار، والأغاني كنقاط قوة للفيلم. ووصف رامشاندر عبر موقع ون إنديا إنترتينمنت على شبكة الإنترنت فيلم رجل أعمال بأنه فيلم جاد محدود الجاذبية، قد يستمتع به معجبو بابو، ولكنه سيكون متوسط المستوى بالنسبة للآخرين. ومنح ب. ف. س. براكاش على صفحات صحيفة ديكان كرونيكل الفيلم 2 من أصل 5 نجوم كتقييم له، وذكر أن فيلم رجل أعمال هو فيلم صمم بشكل نموذجي ليناسب ماهش بابو على طول الطريق، إنه يثير الضحك مع الخطوط الكوميدية والتعبيرات الدقيقة. ومع ذلك كان من الممكن أن تذهب كل جهوده أدراج الرياح بسبب حبكة الفيلم المبالغ فيها للغاية. وصف موقع إندياجليتز فيلم رجل أعمال بأنه فيلم يبرز ماهش بشكلٍ مبالغ فيه، كما ذكر أنه من الواضح أن المخرج قد ضرب بالمنطق عرض الحائط في سبيل أن ينقذ ماهش الأمير ويرضي عدد قليل من المتحمسين للفيلم. كما أن هناك الكثير من المحاضرات التي لا معنى لها في الفيلم في شكل الحجج المجنونة التي يستخدمها البطل في العديد من المشاهد.

## الإيرادات
حظي العرض الافتتاحي للفيلم بنسبة إشغال بلغت 85٪ في دور عرض مدينة حيدر أباد وما حولها في كل من الشاشات الفردية والمجمعات في يومه الأول. وحقق أرباحًا بلغت ما يقرب من 187.35 مليون روبية هندية، كما جمع حصة قدرها 137.8 مليون روبية من إجمالي العروض العالمية في يومها الأول. وحصد موزعو الفيلم حصة من الأرباح قدرت بحوالي 120 مليون روبية هندية في حيدر أباد وما حولها، وحوالي 10 ملايين روبية هندية في كارناتاكا، ونحو 7.5 مليون روبية هندية في تاميل نادو، وأوريسا، وشمال الهند، وحوالي 0.3 مليون روبية هندية كحصيلة إجمالية لأول أيام العرض في الولايات المتحدة الأمريكية، والمملكة المتحدة، وأستراليا واليابان.
حصد الفيلم ما يقرب من 418.35 مليون روبية هندية في نهاية أسبوعه الأول من العروض العالميية، وتم إعلانه كواحد من الأفلام الرائجة. أكمل الفيلم 50 يومًا من العرض في 350 مركزًا في 3 مارس 2012، واستمر عرضه 100 يوم في عدد غير معلوم من المراكز حتى 21 أبريل 2012. حقق موزعو الفيلم أرباحًا قدرت بحوالي 448 مليون روبية هندية، وحقق الفيلم أكثر من 550 مليون روبية هندية على مدار تاريخه في العروض العالمية.

## الجوائز
حصل الفيلم على العديد من الجوائز التي كان من بينها جائزة مهرجان الفيلم القومي في عام 2012 لبوري جاجاناد كأفضل مخرج. وحصل على اثنين من جوائز مهرجان جنوب الهند السينمائي الدولي الثاني هما جائزة أفضل كلمات أغاني بلغة التيلوجو والتي فاز بها باسكاراباتلا عن أغنية الفيلم سير أوسثارا، وجائزة أفضل مغني لأغنية بالتيلوجوية التي فاز بها س. ثامان عن أغنية الفيلم سير أوسثارا، كما رشح الفيلم لتسع جوائز أخرى للفيلم الناطق باللغة التيلوجوية خلال نفس المهرجان وهي جائزة أفضل مصمم رقصات قتالية، وجائزة أفضل مغنية، وجائزة أفضل توزيع موسيقي، وجائزة أفضل ممثل مساند، وجائزة أفضل ممثلة، وجائزة أفضل ممثل، وجائزة أفضل مصور سينمائي، وجائزة أفضل مخرج، ولم يفز بأي منها.
فاز الفيلم أيضًا في عام 2013 بجائزة مهرجان فيلم فير السينمائي في دورته الستين لأفضل مغنية لسوشيترا عن أغنية الفيلم سير أوسثارا، ورشح لأربع جوائز أخرى هي جوائز: أفضل فيلم، وأفضل مخرج، وأفضل موزع موسيقي، وأفضل ممثل ولكنه لم ثفز بأي منها.
وحصد فيلم رجل أعمال ثلاث من جوائز مهرجان سانتوشام للفيلم في عام 2013 هي جائزة أفضل ممثل لماهش بابو، وجائزة أفضل كلمات أغاني لباسكاراباتلا، وجائزة اختيار مستمعي راديو سيتي.

## نسخ أخرى من الفيلم
اقترب جاجاناد من رانبير كابور في أواخر يناير 2012 ورتب له عملًا خاصًا.بعد أن رفض بابو المشاركة في النسخة الهندية الجديدة من الفيلم، أكد رام جوبال فارما في مارس 2012 أنه سيعيد مع جاجاناد إنتاج فيلم رجل أعمال باللغة الهندية وسيلعب أبيشيك باتشان دور البطولة الذي لعبه بابو في النسخة السابقة. أعيد إنتاج الفيلم بعد ذلك باللغة البنغالية بعنوان «الزعيم» في عام 2013.

## التتمات المحتملة
أعلن جاجاناد عن اعتزامه عمل تكملة للفيلم بعد النجاح الذي حققه عرض الفيلم خلال يومه الأول، وخطط لبدء العمل على هذا الفيلم اعتبارًا من أواخر عام 2012. وأكد بابو أيضًا نفس الشيء في أواخر يناير 2012 خلال مرحلة كتابة النص التكميلي بعنوان «رجل أعمال 2»، وكان من المقرر إنتاجه كفيلم ثنائي اللغة حيث يتم تصويره باللغتين التيلوجوية والهندية في وقت واحد. كما أعرب رام جوبال فارما عن حماسه بعد الاستماع إلى النص، وشعر أن التكملة ستخرج بشكل أفضل بكثير من العمل الأصلي. أوقف جاجاناد في النهاية مشروع تكملة الفيلم في أوائل أغسطس 2012، واختار إخراج فيلم أصلي من بطولة بابو.